# 艾尔·沙菲·艾尔谢赫
艾尔·沙菲·艾尔谢赫（El Shafee Elsheikh，1988年7月16日—）, 又称圣战林戈，是一名苏丹籍伊斯兰恐怖分子，曾参与伊拉克和黎凡特伊斯兰国（ISIL），是恐怖组织圣战披头士的四名成员之一 2022年，美国一家法院裁定，他犯有8项劫持和谋杀人质的罪名，其后8项罪名均判处终身监禁，不得假释。

## 早年生活
艾尔·沙菲·艾尔谢赫出生于苏丹青年时期生活于英国伦敦。  据每日电讯报报道，他是当地足球队女王公园巡游者足球俱乐部的追随者，并期望长大后加入该球队。

## 恐怖活动
2014年和2015年，伊拉克和黎凡特伊斯兰国关押了数十名来自欧洲和北美的俘虏，他们残酷的拘留条件受到广泛报道。 四名说英语的恐怖分子在这次暴行中起核心作用。最初，四名恐怖分子身份未知，安全官员亦没有向公众透露他们的身份。由于他们的英国口音，俘虏称他们为披头士，其中最著名的穆罕默德·埃姆瓦齐被称为“圣战约翰”。后来媒体报道，艾尔谢赫是另外三名恐怖分子之一。
2017年3月30日，美国国务院根据第13224号行政命令，将艾尔谢赫和其他四名男子列为恐怖分子嫌疑人。 该项行政命令由美国总统乔治·布什在基地组织发动911恐怖袭击后不久签署，允许美国国务院禁止美国公民、美国金融机构和其他美国公司与指定人员进行任何金融交易。
艾尔谢赫和他的朋友亚历山大·科提于2018年1月24日被叙利亚民主力量逮捕。 当时他正准备逃离崩溃的伊拉克和黎凡特伊斯兰国。 据报道，二人一直试图混入平民难民，以此逃离最后一个崩溃的飞地。

## 起诉
独立报报道，英国政府正在考虑同意将科提和埃尔谢赫转移到关塔那摩湾拘押中心。 在未进行控告并移交给美国的情况下，此次拘留可能是无限期拘留。而在民事审判程序中，如果被定罪，他们可能会被拘留在科罗拉多州佛罗伦萨的超严密监狱中。
而另一种正在审议的选择是在海牙的国际刑事法院进行审判。独立报报导，英国政府将先剥夺二人的英国公民身份，再同意转移到海牙。
卫报援引英国国防部长托比亚斯·埃伍德说法指，转移到关塔那摩拘留营不恰当。2018年4月初，艾尔谢赫在接受叙利亚科巴尼记者吉南·穆萨面对面采访时表示，他曾接受美国和叙利亚民主力量官员的采访，但未接受英国官员的采访。 
2020年10月7日，艾尔谢赫和亚历山大·科提被带到美国，面临斩首西方人质的指控。 艾尔谢赫否认自己是“披头士”成员，但承认加入了伊拉克和黎凡特伊斯兰国的恐怖组织。2022年4月14日，经过为期三周的审判，他被判犯有劫持人质致人死亡罪和密谋谋杀罪，2022年8月19日，他共被指控八项罪名，并被判处终身监禁，不得假释。 艾尔谢赫决定对判决结果提出上诉。
2022年9月24日，艾尔谢赫被移交给美国联邦监狱局，并送至美国佛罗伦斯高级监狱。一些受害者家属对监狱局将艾尔谢赫和科提送至具有高安全性的监狱而不是行政最高设施监狱的决定表示失望。预防犯罪中心的大卫·斯宾瑟强烈批评这一决定，称对艾尔谢赫和科特伊的行为惩罚的“过于轻微”。 2023年3月3日，艾尔谢赫被转交至行政最高设施监狱。